# Рыночная площадь (Хельсинки)

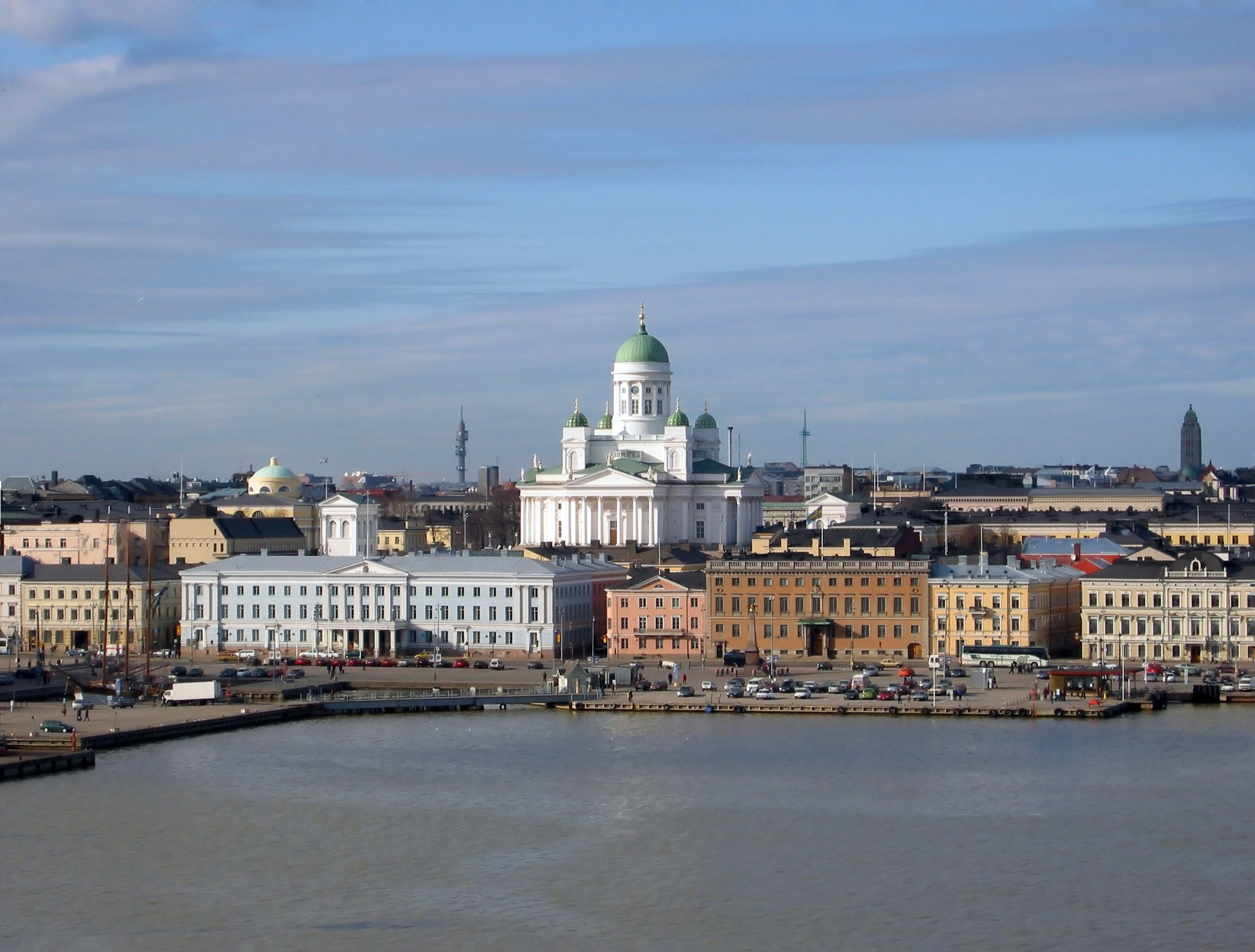
Со стороны Рыночная площадь являет вид набережной.

Ры́ночная площадь или Торго́вая площадь (фин. Kauppatori, швед. Salutorget) — самое оживлённое место в Хельсинки. Расположена прямо на берегу моря. Здесь можно сесть на паром, отплывающий в Суоменлинну. На площадь выходит фасад президентского дворца и парк Эспланади. Славится своей рыбной ярмаркой.
Среди достопримечательностей площади — бронзовый фонтан «Морская нимфа» (Хавис Аманда, 1908) и обелиск Императрицы с двуглавым орлом. Он был установлен в честь визита в Гельсингфорс императрицы Александры Фёдоровны в 1835 году. После обретения Финляндией независимости снесён, но восстановлен в 1971 году по просьбам горожан.